# Китинов, Александр
Александр Китинов (макед. Александар Китинов; род. 13 января 1971, Скопье) — македонский профессиональный теннисист. Игрок сборной Македонии в Кубке Дэвиса, победитель трёх турниров АТР в парном разряде.

## Биография
Александр Китинов родился в Скопье (СФРЮ) в начале 1971 года. Играть в теннис он начал в пятилетнем возрасте в Австралии, где его отец Иван находился с дипломатической миссией. Хотя Александр начинал учиться игре на грунтовых кортах, со временем он стал предпочитать более быстрые покрытия и игру в стиле serve-and-volley с частыми выходами к сетке. К 1986 году Китинов уже был одним из ведущих теннисистов-юниоров тогдашней Югославии.
В 1991 году Китинов стал финалистом сателлитного турнира ITF в Югославии, а на следующий год дебютировал в сборной Югославии в Кубке Дэвиса в матче с австралийцами. Югославская команда проиграла эту встречу всухую, включая парную игру, где Китинову и Небойше Джорджевичу противостояли Тодд Вудбридж и Джон Фицджеральд.
В дальнейшем основные достижения в карьере Китинова были связаны с выступлениями в парном разряде. В 1994 году он выиграл в паре с Пьером Бутейром «сателлит» в Нидерландах, а в двух турнирах более высокого класса ATP Challenger в Бохуме (Германия) и Будапеште дошёл до финала. На этот год также пришёлся его дебют в парном разряде в турнирах основного тура АТР. На следующий год он приносил команде Македонии в Кубке Дэвиса очки в четырёх матчах III европейско-африканской группы, обеспечив ей в том числе победы во встречах со сборными Грузии и Болгарии. В 1996 году Китинов в парном разряде играл в финалах сразу девяти «челленджеров», окончив год с балансом встреч 36—17 на этом уровне и тремя титулами — в Будве (Союзная Республика Югославия), Скопье и Портороже (Словения), все три в паре с Джорджевичем. Эти результаты позволили ему впервые в карьере закончить сезон в числе ста сильнейших парных теннисистов мира.
В 1997 году Китинов сыграл свои первые финалы в турнирах основного тура АТР, проиграв на травяном газоне в Ньюпорте и победив затем на грунтовых кортах Борнмута. В обоих финалах его партнёром был американец Кент Киннэр. На счету Китинова в этом сезоне был также выход в полуфинал турнира АТР высшей категории в Монреале, где с ним играл другой представитель США Джефф Зальценстейн. В полуфинал они пробились после победы над одной из сильнейших пар мира Даниэль Вацек-Евгений Кафельников. Год Александр окончил в Top-50 мирового рейтинга в парном разряде. Однако особенно удачным в карьере македонского теннисиста стал 1999 год, когда он за сезон четыре раза играл в финалах (одержав одну победу) и закончил его на рекордном для себя 38-м месте в рейтинге.
Свой третий и последний титул в турнирах АТР Китинов завоевал в 2001 году в Бухаресте. На этот же сезон пришлось и его наиболее удачное выступление в турнирах Большого шлема — выход в третий круг на Уимблдонском турнире в паре с сербом Ненадом Зимоничем. В январе 2003 года в Гамбурге Китинов выиграл в паре с Магнусом Ларссоном свой последний «челленджер» и после этого фактически завершил игровую карьеру, вернувшись на корт ещё только один раз — летом на Открытом чемпионате Хорватии, где проиграл в первом же круге.

## Положение в рейтинге в конце сезона
| Разряд    | 1991 | 1992 | 1993 | 1994 | 1995 | 1996 | 1997 | 1998 | 1999 | 2000 | 2001 | 2002 |
| --------- | ---- | ---- | ---- | ---- | ---- | ---- | ---- | ---- | ---- | ---- | ---- | ---- |
| Одиночный | 721  | 673  | 676  | 701  | 536  | 340  | 654  | 789  | 880  | 1332 | 1383 |      |
| Парный    | 395  | 655  | 270  | 183  | 155  | 88   | 48   | 89   | 38   | 103  | 70   | 99   |

## Участие в финалах турниров АТР за карьеру

### Парный разряд (3-4)
| Легенда                             |
| ----------------------------------- |
| Большой шлем (0)                    |
| Итоговый чемпионат АТР (0)          |
| ATP Мастерс (0)                     |
| ATP Championship Series (0-1)       |
| ATP World / ATP International (3-3) |

| Результат | №  | Дата             | Турнир                               | Покрытие | Партнёр        | Соперники в финале                | Счёт в финале     |
| --------- | -- | ---------------- | ------------------------------------ | -------- | -------------- | --------------------------------- | ----------------- |
| Поражение | 1. | 7 июля 1997      | Ньюпорт, США                         | Трава    | Кент Киннэр    | Джастин Гимелстоб Бретт Стивен    | 3-6, 4-6          |
| Победа    | 1. | 8 сентября 1997  | Борнмут, Великобритания              | Грунт    | Кент Киннэр    | Альберто Мартин Крис Уилкинсон    | 7-6, 6-2          |
| Поражение | 2. | 8 февраля 1999   | Сан-Хосе, США                        | Хард(i)  | Ненад Зимонич  | Тодд Вудбридж Марк Вудфорд        | 5-7, 7-63, 4-6    |
| Поражение | 3. | 5 июля 1999      | Открытый чемпионат Швейцарии, Гштад  | Грунт    | Эрик Тайно     | Дональд Джонсон Цирил Сук         | 5-7, 6-74         |
| Поражение | 4. | 19 июля 1999     | Штутгарт, Германия                   | Грунт    | Джек Уэйт      | Жайми Онсинс Даниэль Орсанич      | 2-6, 1-6          |
| Победа    | 2. | 4 октября 1999   | Базель, Швейцария                    | Ковёр(i) | Брент Хайгарт  | Иржи Новак Давид Рикл             | 0-6, 6-4, 7-5     |
| Победа    | 3. | 10 сентября 2001 | Открытый чемпионат Румынии, Бухарест | Грунт    | Юхан Ландсберг | Пабло Альбано Марк-Кевин Гёлльнер | 6-4, 6-75, [10-6] |